# Cynanchum
Cynanchum ist eine Pflanzengattung in der Unterfamilie Seidenpflanzengewächse (Asclepiadoideae) innerhalb der Familie Hundsgiftgewächse (Apocynaceae).

## Beschreibung

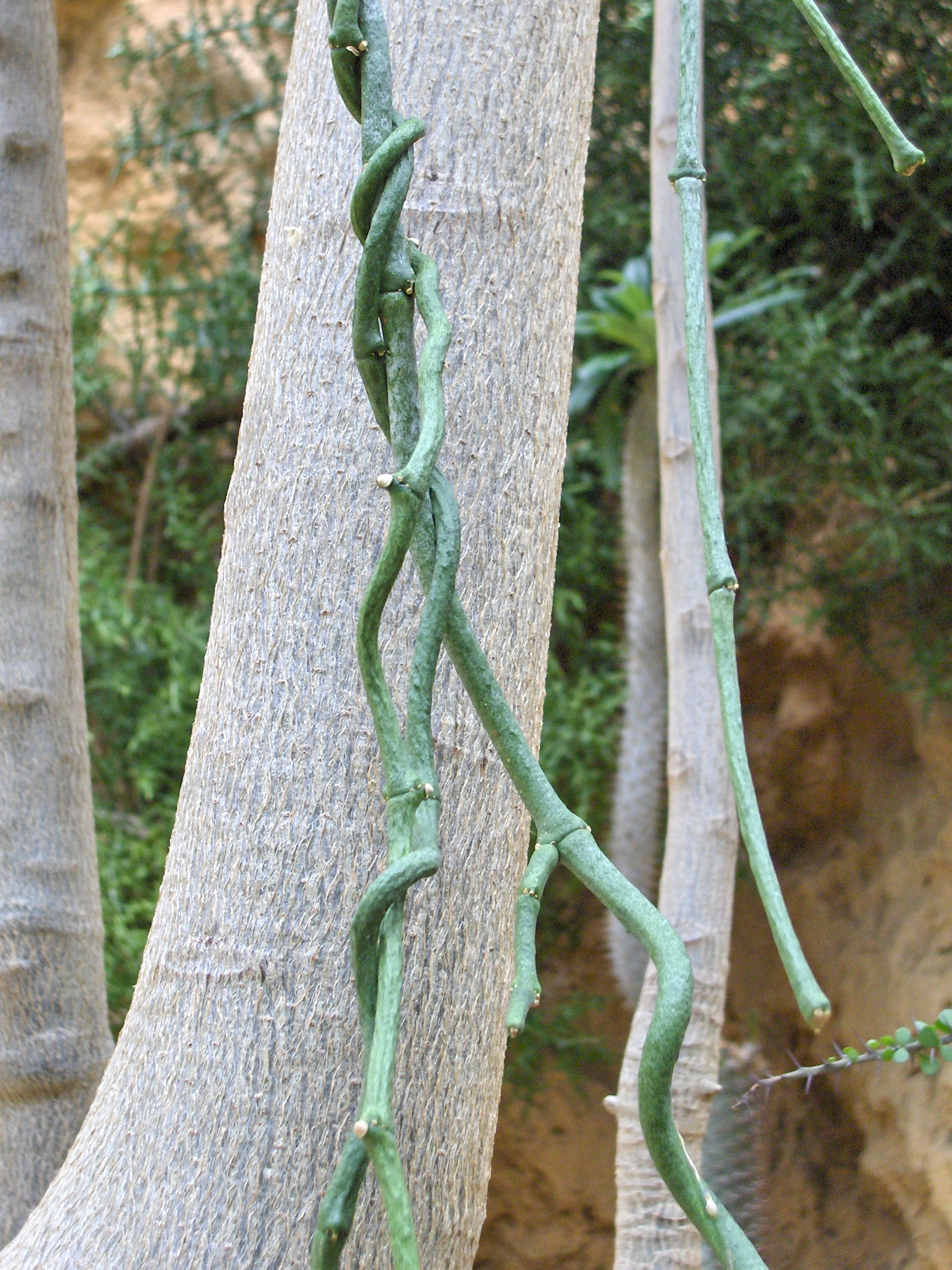
Habitus von Cynanchum aphyllum, wie auch der botanische Name sagt: ohne Blätter

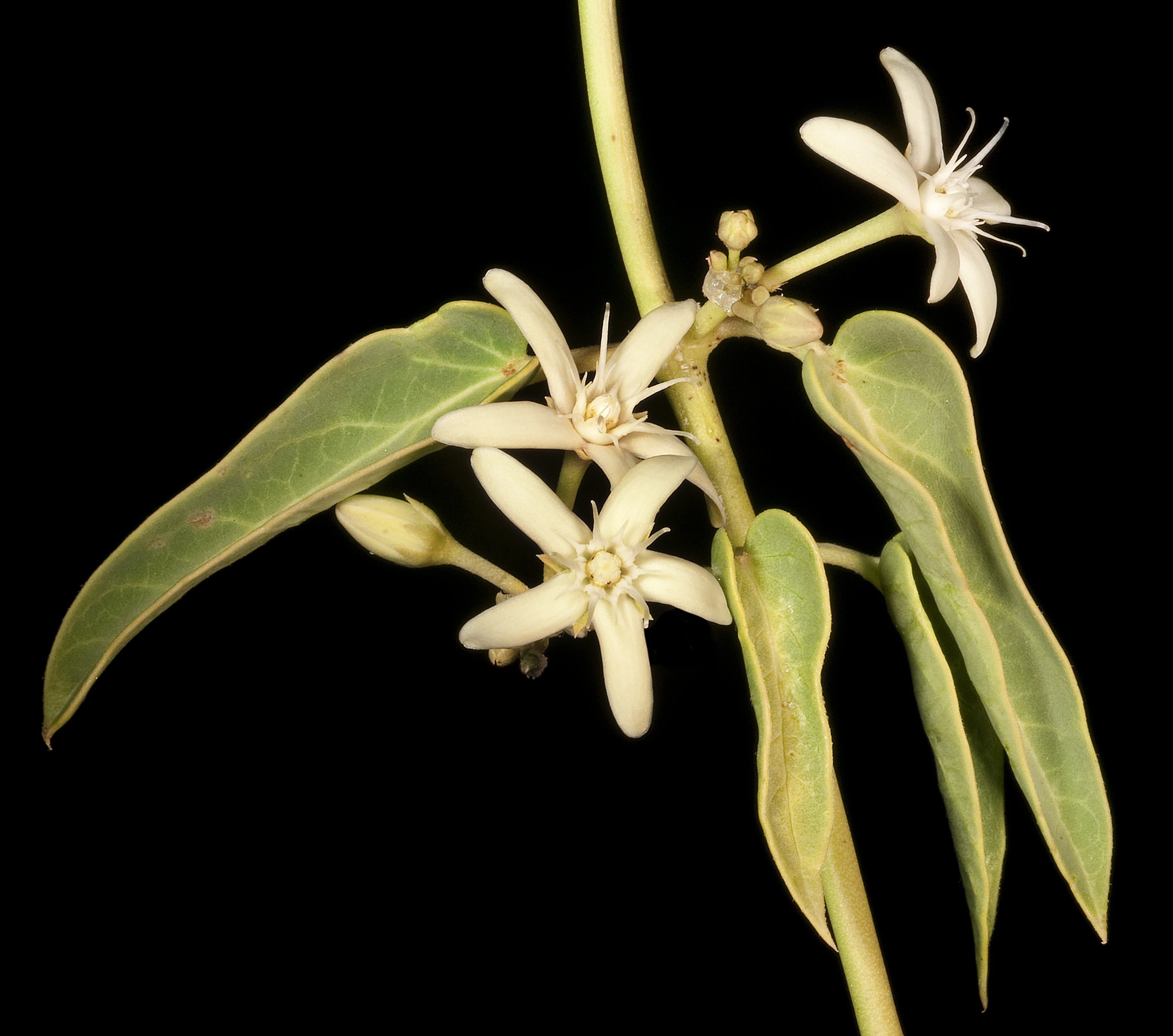
Blüten von Cynanchum floribundum

### Vegetative Merkmale
Cynanchum-Arten sind Halbsträucher oder ausdauernde krautige Pflanzen, die selbständig aufrecht wachsen oder Kletterpflanzen sind. Viele Arten bilden Rhizome als Überdauerungsorgane. Etwa 60 Arten sind wurzel- oder stammsukkulente Pflanzen. Die Pflanzen enthalten einen Milchsaft, der weiß bis seltener klar sein kann. Die grünen Stängel weisen Durchmesser von etwa 1,5 bis 15 Millimeter auf und können glatt, berippt, bewachst, kahl, behaart oder warzig sein.
Die oft gestielten Laubblätter sind meist gegenständig, selten quirlig angeordnet. Die Blattspreiten haben unterschiedliche Formen: von linealisch bis herzförmig. Sie können auch zu Schuppen reduziert sein.

### Generative Merkmale
Die Blütenstände sind ganz unterschiedlich aufgebaut und umfassen wenige bis viele Blüten.
Die meist kleinen, radiärsymmetrischen, zwittrigen, fünfzähligen Blüten duften häufig und enthalten Nektar. Es sind fünf aufrechte Kelchblätter vorhanden. Die fünf weißen bis braunen Kronblätter sind stern- bis röhrenförmig, selten auch glockenförmig verwachsen. Der Durchmesser der Blütenkrone beträgt 3 bis 20 Millimeter. Die Nebenkrone ist niedriger bis höher als das Gynostegium, das gestielt oder sitzend sein kann.
Meist entsteht nur eine Balgfrucht pro Blüte.

## Vorkommen
Die Gattung Cynanchum ist weltweit in den Tropen und Subtropen verbreitet. Einige wenige Arten dringen auch in die gemäßigten Breiten vor von der Ukraine bis zu den gemäßigten Zonen Asiens.

## Systematik und botanische Geschichte

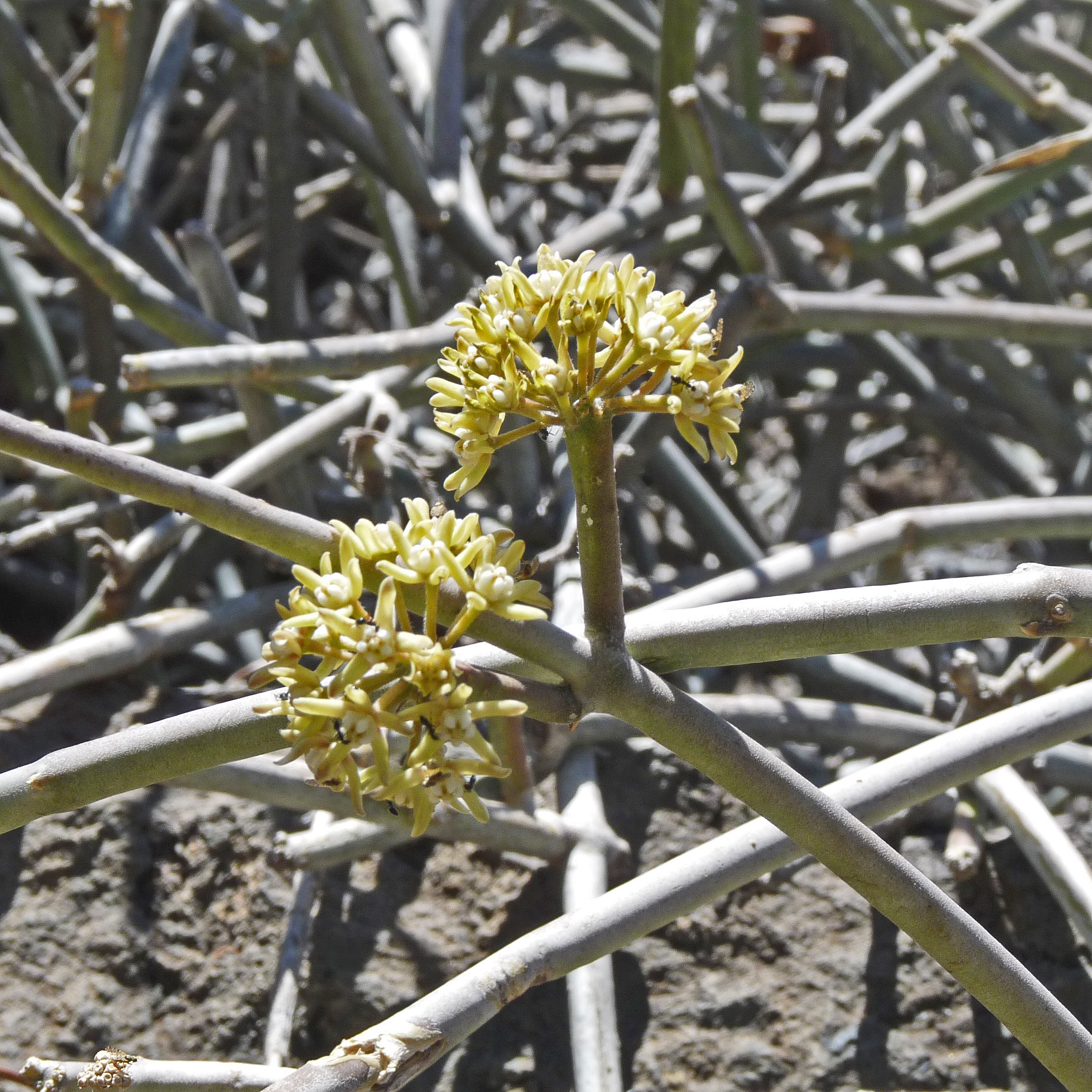
Cynanchum daltonii

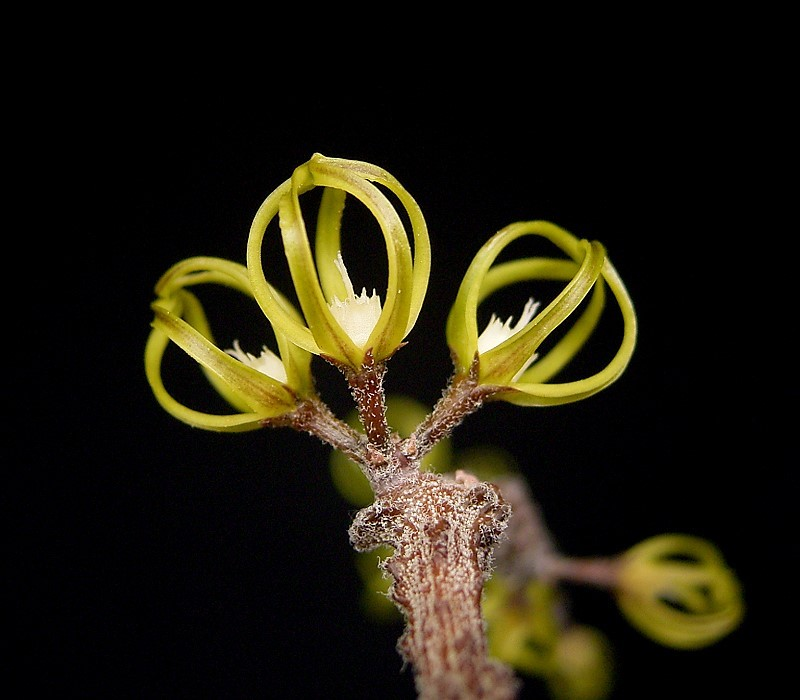
Blütenstand von Cynanchum marnierianum

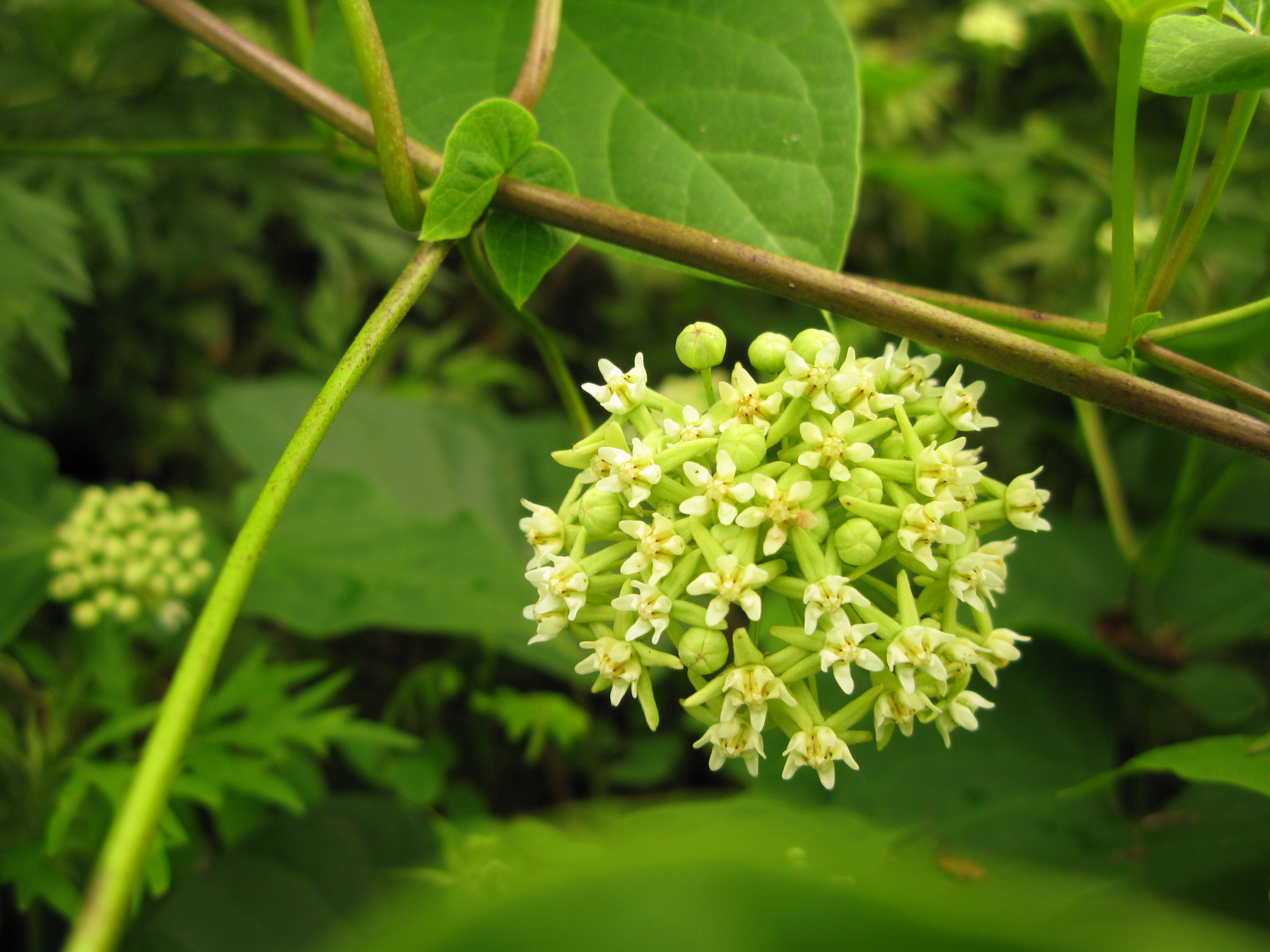
Cynanchum maximowiczii

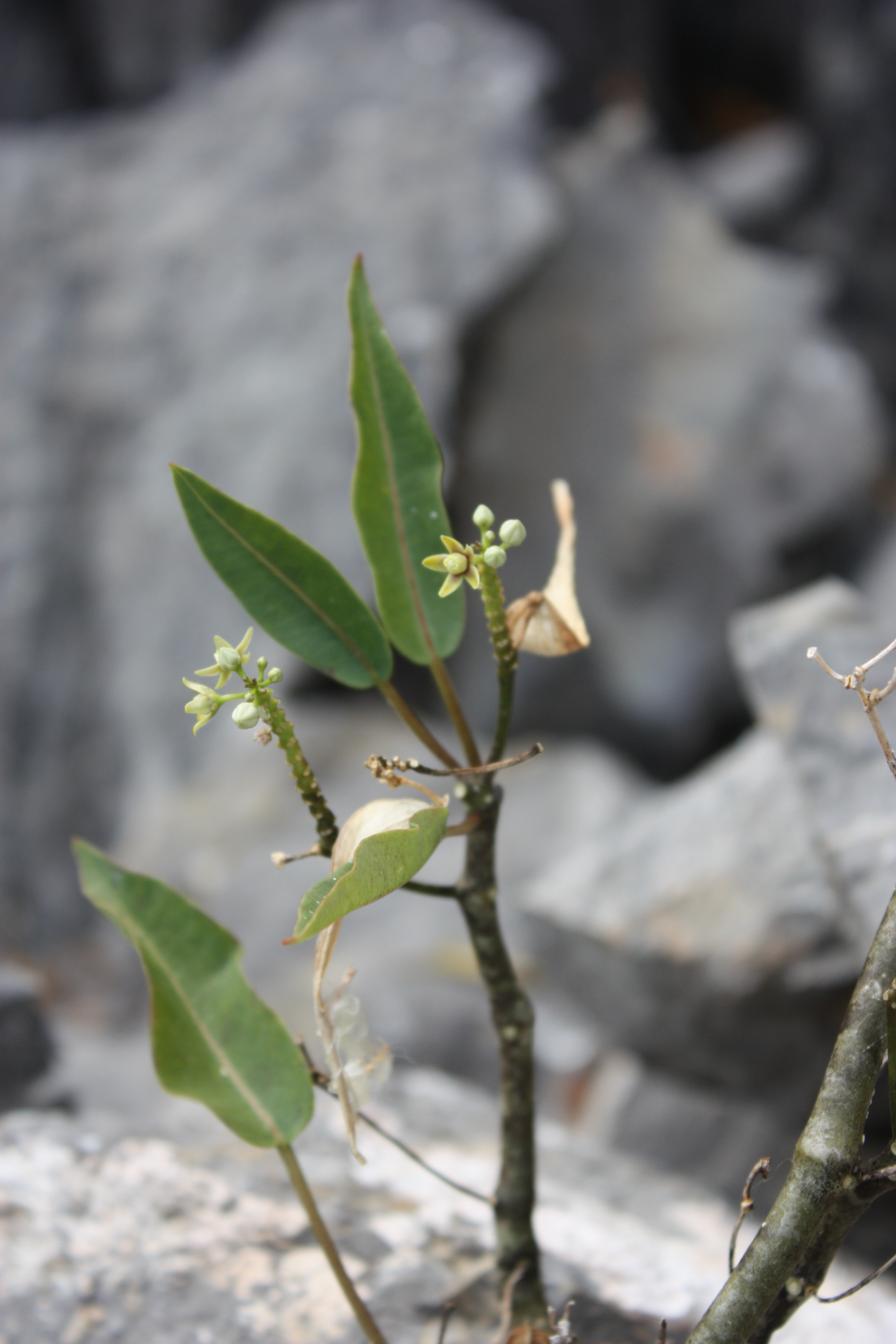
Cynanchum phillipsonianum

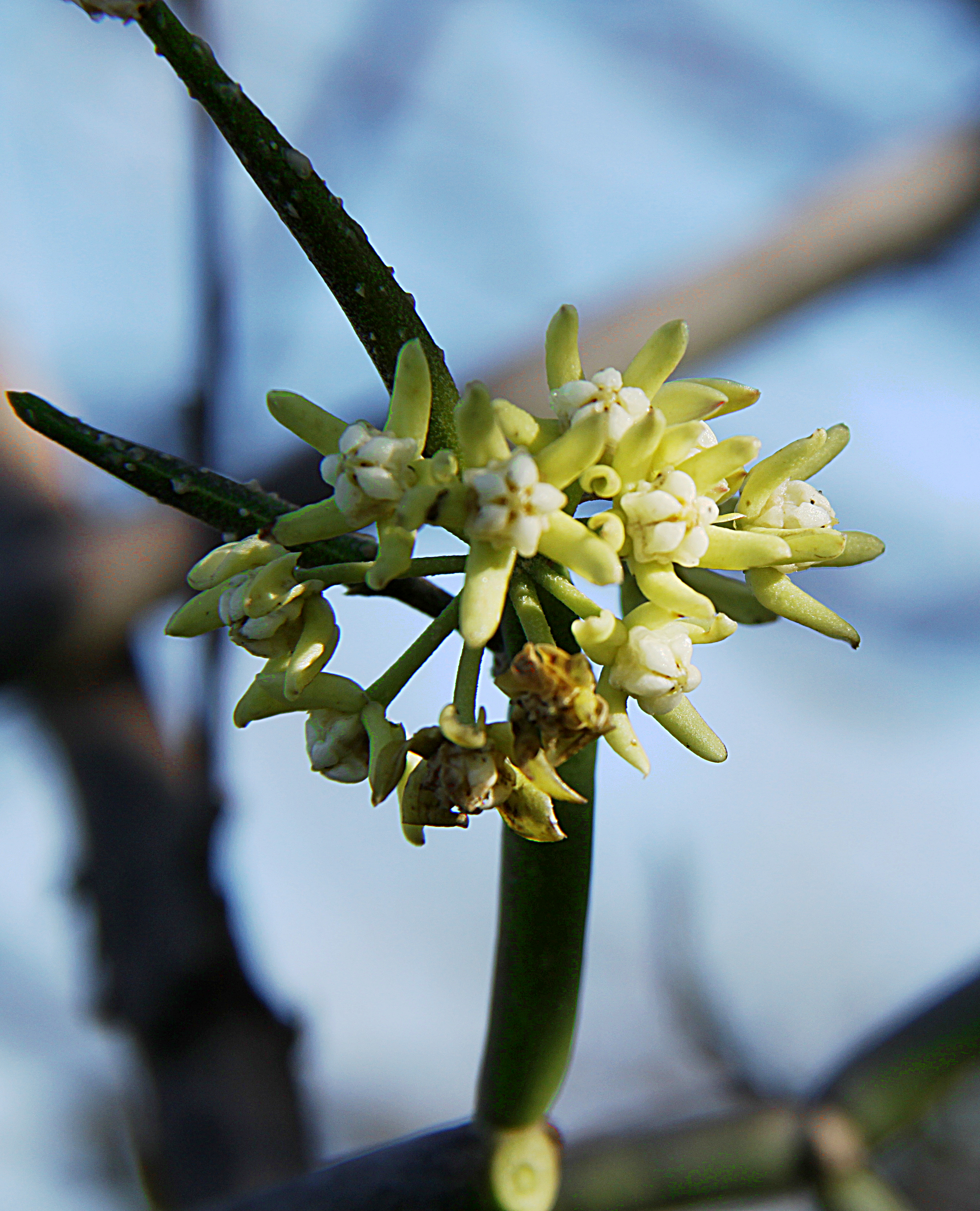
Cynanchum viminale

Die Gattung Cynanchum wurde durch Carl von Linné aufgestellt.
Der Umfang der Gattung Cynanchum wird kontrovers diskutiert. Die Gattung Cynanchum wird von Liede in Albers & Meve 2002 recht weit gefasst. Früher wurde auch die Schwalbenwurz (Vincetoxicum hirundinaria) als Cynanchum vincetoxicum (L.) Pers. zu dieser Gattung gezählt. Im Rahmen einer Revision (Liede 1996) der afrikanischen Taxa und anderen Autoren wurden viele Arten aus der Gattung Cynanchum in andere Gattungen gestellt.
Es gibt viele Synonyme für Cynanchum L.: Adelostemma Hook. f., Aphanostelma Schltr., Bunburia Harv., Cynoctonum E.Mey. nom. illeg., Decanemopsis Costantin & Gallaud, Dicarpophora Speg., Drepanostemma Jum. & H.Perrier, Exostegia Bojer ex Decne., Flanagania Schltr., Folotsia Costantin & Bois, Gilgia Pax, Glossonema Decne., Graphistemma (Chapm. ex Benth.) Champ. ex Benth., Holostemma R.Br., Karimbolea Desc., Mahafalia Jum. & H.Perrier, Metaplexis R.Br., Mastostigma Stocks, Metalepis Griseb., Monostemma Turcz., Nematostemma Choux, Petalostemma R.Br. nom. nud., Pentarrhinum E.Mey., Perianthostelma Baill., Platykeleba N.E.Br., Prosopostelma Baill., Psanchum Neck., Pycnoneurum Decne., Raphistemma Wall., Roulinia Decne., Sarcocyphula Harv., Sarcostemma R.Br., Sarmasikia Bubani, Schizocorona F.Muell., Seshagiria Ansari & Hemadri, Sichuania M.G.Gilbert & P.T.Li, Symphyoglossum Turcz., Telminostelma E.Fourn., Voharanga Costantin & Bois, Vohemaria Buchenau, Urostelma Bunge, Ziervoglia Neck. Einige Autoren unterteilen die Gattung in mehrere Untergattungen.
In der Gattung Cynanchum sind noch etwa 255 Arten enthalten (Auswahl):
- Cynanchum acutum L.: Sie kommt in zwei Unterarten auf den Kanaren und vom Mittelmeerraum bis Sibirien und dem nördlichen China vor.[2]
- Cynanchum africanum (L.) Hoffmanns.: Sie kommt in der Capensis vor.[2]
- Cynanchum arabicum (Bruyns & P.I.Forst.) Meve & Liede (Syn.: Sarcostemma arabicum Bruyns & P.I.Forst.): Sie kommt auf der südwestlichen Arabischen Halbinsel vor.[2]
- Cynanchum boudieri H.Lév. & Vaniot: Sie kommt in China, in Taiwan und auf den Nansei-Inseln vor.[2]
- Cynanchum bungei Decne.: Sie kommt von China bis Korea und zur Mongolei vor.[2]
- Cynanchum chinense R.Br.: Sie kommt von China bis Korea und zur Mongolei vor.[2]
- Cynanchum corymbosum Wight: Sie kommt vom östlichen Himalaja bis ins südliche China und auf die Malaiische Halbinsel vor.[2]
- Cynanchum daltonii (Decne.) Liede & Meve: Sie kommt nur auf den Kapverden vor.[2]
- Cynanchum ellipticum (Harv.) R.A.Dyer: Sie kommt von Mosambik bis ins südliche Afrika vor.[2]
- Cynanchum ethiopicum Liede & Khanum: Sie kommt in zwei Unterarten von Kamerun bis Eritrea und dem südlichen Afrika vor.[2]
- Cynanchum floribundum R.Br.: Sie kommt in Australien vor.[2]
- Cynanchum gerrardii (Harv.) Liede: Sie kommt in vier Unterarten vom nordöstlichen tropischen Afrika bis ins südliche Afrika, auf der Arabischen Halbinsel, auf den Komoren und auf Madagaskar vor.[2]
- Cynanchum marnierianum Rauh: Sie kommt auf Madagaskar vor.[2]
- Cynanchum maximowiczii Pobed.: Sie kommt vom südlichen Sachalin bis Japan vor.[2]
- Cynanchum obtusifolium L. f.: Sie kommt von Mosambik bis ins südliche Afrika vor.[2]
- Cynanchum officinale (Hemsl.) Tsiang & H.D.Zhang: Sie kommt im zentralen und im südlichen China vor.[2]
- Cynanchum otophyllum C.K.Schneid.: Sie kommt von Tibet bis ins südliche China vor.[2]
- Cynanchum perrieri Choux: Sie kommt auf Madagaskar vor.[2]
- Cynanchum phillipsonianum Liede & Meve: Sie kommt auf Madagaskar vor.[2]
- Cynanchum racemosum Jacq.: Sie kommt in drei Varietäten von Texas bis Mexiko, auf Kuba und von Kolumbien bis Venezuela vor.[2]
- Cynanchum viminale (L.) Bassi: Sie kommt in 12 Unterarten vom tropischen Asien bis Australien, im tropischen und im südlichen Afrika und auf den Inseln im westlichen Indischen Ozean vor.[2]
- Cynanchum wilfordii (Maxim.) Hook. f.: Sie kommt in China, Japan und in Russlands Fernem Osten vor.[2]

## Weiterführende Literatur
- Ulrich Meve, Sigrid Liede-Schumann: Taxonomic dissolution of Sarcostemma (Apocynaceae: Asclepiadoideae). In: Kew Bulletin. Band 67, Nummer 4, 2012, S. 751–758 (doi:10.1007/s12225-012-9384-2).
- Ulrich Meve, Sigrid Liede-Schumann: Erratum to: Taxonomic dissolution of Sarcostemma (Apocynaceae: Asclepiadoideae). In: Kew Bulletin. Band 68, Nummer 1, 2013, S. 187–188 (doi:10.1007/s12225-013-9435-3).
- Sigrid Liede-Schumann, Stefan Dötterl, Margit Gebauer, Ulrich Meve: A RAPD study of the Sarcostemma group of Cynanchum (Apocynaceae-Asclepiadoideae-Asclepiadeae). In: Organisms Diversity & Evolution. Band 13, Nummer 1, 2013, S. 15–31 (doi:10.1007/s13127-012-0099-x).
- D. J. Goyder, Sigrid Liede-Schumann: Notes on Cynanchum and Pentarrhinum (Apocynaceae: Asclepiadoideae) in tropical Africa. In: Kew Bulletin, Volume 63, 2008, S. 463–466.